# 苏-38
苏-38是俄罗斯苏霍伊设计局研制的一种小型农用飞机。主要用途是为大面积的农田播撒农药。苏-38的设计和大部分的轻型农业飞机相似，尤其类似美国塞斯纳公司的"农用卡车"(Ag Truck)。苏-38第一次亮相是在2003年莫斯科航展。苏霍伊设计局宣称苏-38可以在离地1米到20米的地方以最高200公里的时速飞行，并且可以使用普通的汽车燃料。
经常有科幻小说和都市传奇将苏-38误传为一种先进的战斗机。